# Queen Alexandra Range
Queen Alexandra Range är en bergskedja i Östantarktis. Nya Zeeland gör anspråk på området.